# 사랑시대
《사랑시대》(영어: Some Kind of Wonderful)는 미국에서 제작된 하워드 도이치 감독의 1987년 청춘 로맨틱 드라마 영화이다. 에릭 스톨츠, 메리 스튜어트 매스터슨, 리아 톰프슨 등이 출연하였고, 존 휴스 등이 제작에 참여하였다.

## 줄거리
집안 부의 수준에 따라 철저히 계급이 나뉘는 샌퍼낸도밸리 공립 고등학교. 그림을 즐겨 그리며 학교에서 겉도는 키스는 드럼을 연주하는 톰보이 와츠와 절친 사이이며 학교에서 가장 인기가 많은 어맨다에게 반해있다. 어맨다는 키스, 와츠와 마찬가지로 노동자 계층 거주 지구 출신이지만 부자 친구들의 옷을 빌려입으며 겉모습을 유지한다. 어맨다의 거만한 부자 동네 남자친구 하디는 어맨다를 사유 재산 취급하고 다른 여자애들과 바람을 피우고 다닌다.   
하디와 헤어진 어맨다는 키스가 데이트를 청하자 하디를 괴롭게 하려고 이를 받아들인다. 키스와 어맨다가 같이 있는 모습을 본 와츠는 자신이 키스를 친구 이상으로 좋아해왔다는 걸 깨닫는다. 와츠는 질투심을 유발하려고 다른 남자애를 좋아하는 척 하고 키스가 어맨다를 포기하게 만들려고 애쓴다. 하지만 키스는 와츠의 본심을 전혀 눈치채지 못한다. 한편 하디는 어맨다에게 감히 접근한 키스에게 설욕하기 위해 하디와 어맨다의 데이트가 있는 날에 열릴 자택 파티에서 키스를 구타할 음모를 꾸민다.   

## 출연
- 에릭 스톨츠 - 키스 넬슨 역
- 메리 스튜어트 매스터슨 - 와츠 역
- 리아 톰프슨 - 어맨다 존스 역
- 크레이그 셰퍼 - 하디 젠스 역
- 존 애슈턴 - 클리프 넬슨 역
- 엘리어스 커테이어스 - 덩컨 역
- 몰리 헤이건 - 셰인 역
- 매디 코먼 - 로라 넬슨 역
- 제인 엘리엇 - 캐럴 넬슨 역
- 캔디스 캐머런 - 신디 넬슨 역
- 차이나 필립스 - 미아 역
- 스콧 코피 - 레이 역
- 카마인 커리디 - 미술관 경비 역
- 리 갈링턴 - 올브라이트 부인 역

## 기타 제작진
- 배역: 주디스 와이너
- 미술: 조샌 F. 루소
- 의상: 매릴린 밴스